# 童家溪镇
童家溪镇，是中华人民共和国重庆市北碚区下辖的一个镇。

## 行政区划
童家溪镇下辖以下地区：
苏家湾社区、马山垭社区、天成社区、建设村和同兴村。